# Mohamed Hamdy El-Molla
Mohamed Hamdy El-Molla (arabisch محمد حمدي الملا, DMG Muḥammad Ḥamdī al-Mullā; * 8. Juli 1972 in Kairo) ist ein ägyptischer Diplomat.

## Werdegang
Mohamed Hamdy El-Molla studierte an der Ain-Schams-Universität in Kairo Englische Literaturwissenschaften und schloss den Bachelor of Arts 1993 ab. 2000 schloss er den Master of Arts in „Internationale Beziehungen“ an der American University in Cairo ab.
Von 1993 bis 1996 war er Kreditsachbearbeiter an der Nationalbank für Entwicklung in Ägypten. Er ging als Sachbearbeiter ins ägyptische Außenministerium und war 1999 und 2000 diplomatischer Attaché. Von 2000 bis 2003 war er diplomatischer Attaché und Dritter Botschaftssekretär an der ägyptischen Botschaft in Uganda. In dieser Funktion war er für die Nile Basin Initiative und die Region der Großen Afrikanischen Seen verantwortlich. Von 2003 bis 2005 war Zweiter Sekretär in der Abteilung für die Vereinten Nationen am ägyptischen Außenministerium. Sein Aufgabenbereich umfasste die UN-Peacekeeping Missionen in Afrika. Von 2005 bis 2009 war er erster Sekretär an der ägyptischen Botschaft in Großbritannien. Sein Aufgabenspektrum umfasste in dieser Position die Fragen um afrikanische Angelegenheiten, Nilfragen und den Nahost-Friedensprozess. Von 2009 bis 2013 war er Mitglied der Verhandlungsdelegation um die Nile Basin Initiative. Gleichzeitig war er Erster Sekretär im Kabinett des Außenministers. Seit 2009 ist er außerdem Mitglied des ägyptischen Nationalen Hochkomitees am Nil. 2011 bis 2013 war er Mitglied der ägyptischen Verhandlungsdelegation um den Grand Ethiopian Renaissance Dam und Mitglied der ägyptischen Delegation im Internationalen Expertengremium zur Bewertung der Auswirkungen dieses Staudammes. Von 2013 bis 2017 war er Berater der Ägyptischen Vertretung bei den Vereinten Nationen und Internationalen Organisationen in Genf in Abrüstungs- und Menschenrechtsfragen. 2017 und 2018 arbeitete Mohamed Hamdy El-Molla als Berater im Büro des Außenministers. Von 2017 bis August 2020 war er Mitglied der ägyptischen Verhandlungsdelegation um die Grand-Ethiopian-Renaissance-Talsperre. Von 2019 bis August 2020 war er bevollmächtigter Staatssekretär und stellvertretender Direktor des Kabinetts des Außenministers der Arabischen Republik Ägypten. Seit 30. September 2020 ist er ägyptischer Botschafter bei der Republik Österreich bei den Vereinten Nationen und internationalen Organisationen in Wien.

## Privates
Mohamed Hamdy El-Molla ist verheiratet und hat drei Töchter. Er spricht Arabisch als Muttersprache sowie fließend Englisch.